# حزب العمال الماركسي الثوري
حزب العمال الماركسي الثوري (بالإسبانية: Partido Obrero Marxista Revolucionario)‏ كان حزبًا سياسيًا تروتسكيًا في بيرو تأسس في عام 1970 من قبل جزء منشق من الطليعة الثورية. كان بقيادة ريكاردو نابوري وخورخي فيلاران. كان نابوري الأمين العام للحزب. 
خاض الحزب الانتخابات العامة 1980 على قوائم حزب العمال الثوري. انتخب نابوري عضوا في مجلس الشيوخ. 
في 7 مارس 1982، اندمج فصيل الأغلبية من الحزب في حزب العمال الاشتراكي. 